# Complot à Dallas
Pour plus de détails, voir Fiche technique et Distribution.
Complot à Dallas (Executive Action) est un film américain de David Miller, sorti en 1973. Il est le premier film à mettre en scène l'assassinat de John F. Kennedy et à critiquer les conclusions de la Commission Warren.

## Synopsis
En introduction du film, il est révélé que, dans un passage, qui a été censuré, d'une entrevue télévisée datée du 2 mai 1970, l'ancien président Lyndon Johnson livre ses soupçons qu'un complot ait été à l'origine de l'assassinat de Kennedy.
5 juin 1963. Des figures de l'industrie, de la politique et du renseignement sont réunies dans la luxueuse résidence texane de Robert Foster (Robert Ryan). Ils expriment leur mécontentement croissant envers la politique de Kennedy et tentent de convaincre Ferguson, un puissant magnat du pétrole (Will Geer), dont le concours est indispensable, de soutenir leurs plans d'assassinat de Kennedy. Farrington, un spécialiste des opérations secrètes (Burt Lancaster), ébauche un plan : exécuter un tir croisé en triangle au passage du cortège présidentiel et offrir un bouc émissaire. À l'issue de cette rencontre, Ferguson n'est toujours pas convaincu, arguant que ce genre de plan n'est tolérable qu'en dernier recours et permis que lorsqu'il fonctionne à coup sûr.
Dans le désert, deux équipes de trois tireurs s'entraînent sur cible mouvante. Ils conviennent que le succès de l'opération ne peut être garanti qu'en ralentissant la cible à moins de 25 km/h. Farrington rencontre le chef des opérations (Ed Lauter), qui à ce stade ne connaît pas la cible, et l'instruit des détails de l'organisation. Les hommes sous ses ordres sont des professionnels formés à ne jamais parler des opérations dans lesquelles ils sont impliqués. Chacun recevra 25 000 $ par an durant cinq années, puis un supplément de 100 000 $ à condition que le secret de l'opération reste intact. Par l'importance des sommes engagées, il comprend quelle cible ils vont devoir abattre.
19 juin. Les comploteurs s'intéressent à Lee Harvey Oswald qui, pour Farrington, figure être le parfait bouc émissaire : il sert manifestement d'agent pour un ou plusieurs services de renseignements, pro-communiste, et possédant un fusil à lunette. Farrington compte l'utiliser par un intermédiaire, il doit se faire remarquer et venir à Dallas. Foster en vient aux véritables enjeux, il prévoit que la population du tiers-monde s'élèvera à 7 milliards au bout de deux décennies, ces populations « jaune, brun ou noir » guidées par la faim et l'amour chercheront à envahir l'Occident. Il considère alors le Vietnam comme une occasion de contrôler la région et réduire sa population à 550 millions. Il ajoute qu'ils peuvent appliquer les mêmes méthodes de « contrôle des naissances » à des groupes indésirables aux États-Unis : les Blancs pauvres, les Noirs et les Hispaniques.
25 septembre. Les tireurs poursuivent leur préparation et effectuent un essai sur cible réelle, équipés d'appareils photographiques. Les comploteurs choisissent la Dealey Plaza pour perpétrer l'assassinat, jugée parfaite pour le tir en triangle : un tireur situé au dépôt de livres où Oswald a été envoyé travailler, un second au bâtiment des archives et un troisième au monticule herbeux, le virage précédent permet de ralentir le cortège motorisé à la vitesse souhaitée. L'un des comploteurs se charge d'obtenir le passage du cortège par cet itinéraire.
Ferguson suit les actualités à la télévision et semble préoccupé par l'orientation « libérale » de Kennedy : action en faveur des droits civiques, traité d'interdiction des essais nucléaires. La détérioration de la situation au Sud-Vietnam et la décision « suicidaire » de Kennedy d'y retirer toutes les troupes américaines d'ici fin 1965 finissent de le convaincre ; il décroche alors le téléphone et adresse son feu vert à Foster. Le chef des opérations A reçoit un ordre, c'est son équipe qui a été choisie pour l'assassinat, une autre équipe servant à la couverture. Il s'introduit avec un de ses hommes chez Oswald pour s'emparer de son Mannlicher-Carcano, l'homme s'entraîne avec cette arme de piètre réputation.
Novembre. Tim, l'assistant de Farrington (Colby Chester (en)) recrute un sosie d'Oswald et l'instruit de sa mission : provoquer la population et laisser penser, a posteriori, qu'il prépare un coup. Il se charge également de préparer un photo-montage d'Oswald arborant son fusil à lunette, qui sera fourni à la presse au moment opportun. Les hommes choisis pour perpétrer l'assassinat se rendent à la Dealey Plaza pour effectuer un repérage de leurs positions de tir respectifs et de leur fuite. Tandis que les comploteurs effectuent les derniers préparatifs de l'opération, visant à perturber la réaction des officiels à la suite de l'attentat, les derniers rapports qui leur parviennent confirme l'état d'impréparation du Secret Service pour le déplacement en Texas : ils ne connaissent pas Oswald, contrairement aux autres services de renseignement, et ne prévoit pas de dispositif de sécurité particulier, ceci malgré les menaces qui pèsent.
22 novembre. Les tireurs se rendent à la Dealey Plaza et prennent position ; quant aux instigateurs du complot, ils s'installent devant leur poste de télévision qui retransmet l'évènement. Le cortège présidentiel se présente à la Dealey Plaza, l'homme du dépôt atteint à deux reprises le président Kennedy, celui des archives rate sa cible et touche le gouverneur Connally, le tireur placé au monticule adresse le coup fatal. Ils prennent immédiatement la fuite, le tireur du dépôt abandonne le fusil d'Oswald ; le tireur du monticule et l'individu qui assure sa fuite sont interpellés par des policiers mais sont aussitôt relâchés à la présentation de leur carte du Secret Service. Le véritable Oswald est lui aussi interpellé au dépôt de livres, mais un autre employé confirme qu'il y travaille.
La télévision annonce la mort du Président. Alors que les tueurs et l'imposteur s'enfuient, la télévision annonce qu'Oswald est arrêté après avoir tué un policier et est présenté comme le suspect. Tout se passe comme prévu pour les comploteurs, hormis qu'Oswald se rend compte de sa position de bouc émissaire. Jack Ruby, un patron de boite de nuit, apprend la nouvelle ; il est contacté par Tim qui le charge, vraisemblablement, de faire taire Oswald. Deux jours plus tard, il s'introduit dans les locaux de la police et abat Oswald qui allait être transféré. Alors que les comploteurs font un bilan, Foster apprend par téléphone que Farrington a succombé à une crise cardiaque, probablement éprouvé par cette opération de trop.
Le film se conclut par un montage de photos de 18 témoins qui ont assisté à l'assassinat. Le commentaire signale que tous ces témoins ont péri durant les 3 années qui ont suivi l'assassinat parmi lesquels : 6 par fusillade, 3 par accident de la route, 2 par suicide, 1 par égorgement, 1 par coup de karaté et 3 par crise cardiaque, seuls 2 sont morts naturellement. Il est également rapporté qu'un actuaire engagé par le Sunday Times a calculé que la probabilité que tous ces témoins oculaires meurent dans cette période est d'un sur 1017 (soit cent millions de milliards). (voir L'étude de l'actuaire)

## Fiche technique
- Titre original : Executive Action[1]
- Titre français : Complot à Dallas
- Titre québécois : Action immédiate
- Réalisation : David Miller
- Scénario : Dalton Trumbo, d'après le roman éponyme de Donald Freed (en) et Mark Lane
- Direction artistique : Kirk Axtell
- Photographie : Robert Steadman
- Son : Richard S. Brummer
- Montage : George Grenville
- Musique : Randy Edelman
- Production : Edward Lewis (producteur), Dan Bessie et Gary Horowitz (coproducteurs)
- Société de production : Wakeford / Orloff
- Société de distribution :  National General Pictures (en)
- Budget : inférieur à un million dollars US
- Pays de production :  États-Unis
- Langue : anglais
- Format : Couleurs / Noir et blanc - 35 mm - 1,66:1 - son mono
- Genre : Drame historique / Thriller de conspiration
- Durée : 91 minutes
- Dates de sortie :
  - États-Unis : 7 novembre 1973
  - France : 17 avril 1974

## Distribution
- Burt Lancaster (VF : René Arrieu) : James Farrington
- Robert Ryan (VF : Raymond Loyer) : Robert Foster
- Will Geer (VF : Henri Crémieux) : Harold Ferguson
- Gilbert Green (VF : André Falcon) : Paulitz
- John Anderson (VF : Raoul Delfosse) : Halliday
- Walter Brooke (VF : Marc de Georgi) : Smythe
- Paul Carr (en) : Chris, un tireur de l'équipe A
- Colby Chester (VF : Bernard Tiphaine) : Tim
- Ed Lauter (VF : Sady Rebbot) : Le chef des opérations et chef de l'équipe A
- James MacColl (VF : Francis Lax) : Lee Harvey Oswald / Jim, son imposteur
- John Brascia (en) : Un tireur de l'équipe B
- Richard Bull : Jess, un tireur de l'équipe A
- Deanna Darrin (VF : Paule Emanuele) : La strip-teaseuse
- Lee Delano (en) : Lee, un tireur de l'équipe A
- Lloyd Gough : Charlie McCadden
- Rick Hurst (en) : Le vendeur de voitures d'occasion
- Robert Karnes : L'homme au stand de tir
- Joaquín Martínez (VF : Gérard Hernandez) : Art Mendoza, un cubain anti-Castro
- Dick Miller (VF : Serge Sauvion) : George, un tireur de l'équipe B
- Oscar Oncidi : Jack Ruby
- Tom Peters (VF : Michel Barbey) : Le sergent Nelson
- Hunter von Leer (en) : Un tireur de l'équipe B
- William Watson (VF : Robert Bazil) : Le technicien et chef de l'équipe B

## Production

### Genèse difficile
Bien avant son apparition dans JFK, Donald Sutherland, qui s'essaie à la production à cette époque, est à l'origine du projet en 1971,. Ne parvenant pas à trouver de soutien financier durant deux ans, il cède le projet à Edward Lewis. Celui-ci trouve finalement un investisseur privé qui n'a jamais financé de film, Herbert Magidson, un activiste anti-guerre.
Les producteurs disposant d'un budget n'atteignant même pas le million de dollars, soit équivalent à celui d'un modeste téléfilm, les coûts ont été maintenus au plus bas pour pouvoir concrétiser le projet. Tout le personnel a été rémunéré au minimum et le producteur Edward Lewis a renoncé à son cachet. Les acteurs ont même porté leur propre garde-robe pour le tournage.
Edward Lewis a repris le projet et s'est davantage intéressé au principe de transparence que sur l'assassinat en lui-même. Il estime que la population doit être informée sur les questions officielles et que, en l'occurrence sur cette affaire, toute la vérité n'avait pas été dite et que les officiels n'avaient fourni que ce qu'il les arrangeait. De son côté, le coproducteur Gary Horowitz est certain du complot d'assassinat, et que ce qui est décrit dans le film est proche de la vérité.

### Scénario
En collaboration avec Donald Sutherland, Donald Freed (en) et Mark Lane ont produit le premier scénario en 1971 à partir du livre-enquête de ce dernier, Rush to Judgment (publié en France sous le titre l'Amérique fait appel...), et en rencontrant des informateurs de la CIA et des témoins. Ce scénario met clairement en cause la CIA, Mark Lane affirme même que le film devait à ce stade être sous-titré Conspiracy In America avec les lettres initiales mises en évidence. Le scénario du film est par la suite transposé en roman sous le titre Executive Action: Assassination Of A Head Of State par ses auteurs.
À la suite de la cession des droits, Edward Lewis fait appel à Dalton Trumbo pour reprendre en main le scénario, ils ont déjà collaboré ensemble, notamment dans Spartacus et Seuls sont les indomptés. D'abord sceptique, puis après avoir lu des livres sur le sujet et avoir visionné le film de Zapruder, Dalton Trumbo se dit complètement convaincu que les tirs provenait de deux directions et de la nécessité de rouvrir l'enquête.
La prémisse du film est que Lee Harvey Oswald n'a pas pu effectuer l'assassinat seul, donc qu'il y a eu conspiration. Il ne cherche néanmoins pas à documenter la conspiration, il offre une hypothèse fictive sur la façon dont elle aurait pu avoir lieu, tout en respectant le cadre des faits établis. Pour cela, Dalton Trumbo imagine une combinaison de la réalité et de la fiction qui n'a jamais été tenté avant, l'histoire est entièrement fictive mais de nombreux personnages réels figurent sur les images d'archives occupant 30 % du film. La thèse de Trumbo est que de puissants individus du complexe militaro-industriel ont planifié et exécuté l'assassinat en raison de leur opposition à la politique de Kennedy : traité d'interdiction des essais nucléaires, retrait des troupes de l'Asie du Sud-Est, baisse des déductions d'impôt sur la production de pétrole, arrêt des fusions en vertu de la loi anti-trust, soutien des droits civiques etc.
Constatant l'évolution du scénario, Mark Lane et Donald Freed (en) se sont plaints au producteur et en conférence de presse de l'orientation et des erreurs de l'adaptation qui conduisent au blanchiment de la CIA. Ils ont songé s'opposer à la sortie du film puis se sont accordés que cela pouvait susciter un début de questionnement de la part du public.

### Attribution des rôles
Pour les seuls personnages réels du film, Lee Harvey Oswald et Jack Ruby, les producteurs ont choisi des acteurs leur ressemblant et se sont reportés vers des acteurs non professionnels.
Certains participants au film sont particulièrement engagés politiquement. Outre Dalton Trumbo, Will Geer et Lloyd Gough ont été inquiétés sous le maccarthisme et inscrits sur la liste noire de Hollywood. Les vedettes du film se sont questionnées et ont conditionné leur participation au film à leur agrément aux thèses développées.
Burt Lancaster, auquel le FBI a consacré plusieurs centaines de pages d’espionnage et que son appartenance à l'ACLU a fait taxer de "communiste" et qui fut sans doute l'acteur le plus engagé dans la lutte pour les droits civiques, a  apprécié le script mais a signifié à Lewis qu'il ne ferait pas le film s'il n'était pas convaincu que le complot ait pu exister; après plusieurs mois de réflexion, il affirme être convaincu. « Le pouvoir est une des choses les plus effrayantes au monde. Il a toujours été vrai que les hommes, afin de se maintenir au pouvoir, ne reculent devant rien. Ces hommes se justifient en disant qu'ils font cela pour une bonne cause. Ils parlent de la suprématie blanche, de la surpopulation, de la faim dans le monde et de la menace du communisme. J'ai senti que ce film en valait la peine pour signaler aux gens que ces choses peuvent se produire dans notre pays, pas seulement dans certaines républiques bananières ».
Robert Ryan, une des autres figures progressistes d'Hollywood et très proche de Burt Lancaster, a également exprimé ses doutes au sujet de la conspiration, mais après avoir lu le script, il donne son accord pour ce qui sera son dernier film. Durant toute la production, Ryan se plaint de maux de dos et suit un traitement contre son cancer du poumon,, il meurt quelques semaines après la fin du tournage. Au cours d'une de ses dernières interviews, il remarque que ce film était le plus important de sa carrière.
De son côté, Will Geer, pour interpréter son personnage, s'est inspiré de millionnaires et de sénateurs qu'il connaissait en reprenant leurs gestes et manières.

### Tournage
Le film a été tourné aux mois de mai et juin 1973, dans un manoir à Pasadena qui a servi de résidence à Foster, au site de Vasquez Rocks qui a servi de lieu d'entraînement des équipes de tireurs et, naturellement, à la Dealey Plaza pour la phase de repérage et d'assassinat. Le tournage devant et à l'intérieur du dépôt de livres a été effectué sans l'autorisation des autorités texanes.
Le tournage s'est déroulé dans le plus grand secret par peur que le film ne puisse pas voir le jour. Il est fait état de menaces de sabotage, d'une infiltration de l'équipe de tournage par la CIA et d'une menace de mort à l'encontre du producteur Gary Horowitz, des gardes ont été chargés d'assurer la sécurité du plateau par la suite,,. Burt Lancaster et Edward Lewis ont subi des pressions visant à renoncer au projet.

## Thèse du film
Le film développe une théorie semblable à celle de Jim Garrison : Lee Harvey Oswald sert de bouc-émissaire, les conspirateurs utilisent un « double » d'Oswald qui, au cours des semaines qui précèdent l'assassinat, laissent des traces qui mèneront facilement les autorités à faire le lien entre l'assassinat et Oswald : montage d'une lunette sur son fusil, troubles publics.

## Réception du film
La sortie du film coïncide avec le dixième anniversaire de l'assassinat de Kennedy, il se proclamait alors « le film le plus controversé de notre temps ». Pour cause, la NBC a refusé de diffuser les spots publicitaires du film au motif de la nature controversée du film, le distributeur National General Pictures (en) a poursuivi le groupe de télévision à la hauteur de 1,5 million $ pour rupture de contrat. Deux chaînes de télévision sur quatre à Miami ont également refusé de diffuser les spots, invoquant la violence d'une séquence de la bande-annonce où un réticule est apposé sur le visage de JFK mais également le caractère particulièrement instructif d'activités criminelles.
Executive Action a semblé avoir eu peu de retentissement, du moins comparé à JFK. Le film est ensuite tombé dans l'oubli, faute de diffusion à la télévision, jusqu'à la sortie du film d'Oliver Stone. Mark Lane explique le faible impact du film par le moment de sa sortie, trop proche encore de l'assassinat, les gens n'étaient pas prêts pour en parler ; depuis, une nouvelle génération est apparue et veut savoir ce qui s'est passé.

### Critiques
Deux des trois quotidiens new-yorkais ont publié de bonnes critiques.
L'éditorialiste très conservateur William F. Buckley s'est attaqué violemment au film et qualifié ses auteurs de « révisionnistes qui cherchent à disculper Oswald ».
Le Milwaukee Journal évoque un film « fascinant et qui soulève des questions mais laisse nombre de détails inexpliqués ».
D'après le Deseret News, « le montage et la production globale sont magistrales. Le passage de la fiction aux séquences d'actualités est accompli sans rater un seul cadre. Particulièrement efficace sont les scènes montrant parler Kennedy et l'écoute par les conspirateurs. Un travail plus approfondi et minutieux du montage est illustré dans la scène du cortège ».

### Politiques
Des sénateurs ont été interrogés à l'issue d'une projection spéciale, le démocrate Ernest Hollings a jugé le film « incroyable » et exprima ses doutes quant à une réouverture de l'enquête, estimant déjà difficile d'enquêter sur le scandale du Watergate. Le chef de la majorité démocrate au sénat Mike Mansfield réagit ainsi : « il s'agit de la reconstitution d'une tragédie. Peut-être que nous avons besoin de ces rappels de temps en temps ». Le membre républicain de la commission d'enquête sénatoriale du Watergate Lowell Weicker a estimé le film « bien fait » mais fut davantage perturbé par la censure de NBC.